# Port lotniczy Niamtougou
Port lotniczy Niamtougou – port lotniczy zlokalizowany w miejscowości Niamtougou. Jest drugim co do wielkości portem lotniczym w Togo.